# 녹색 행성의 계략
녹색 행성의 계략(The Dark Plan Of Green Tea Planet)은 한국에서 제작된 박세은 감독의 2005년 드라마, 코미디 영화이다. 박찬연 등이 주연으로 출연하였다.

## 출연

### 주연
- 박찬연
- 이청아

## 제작진
- 조명: 조방형
- 미술: 박지영
- 음향부문: 박세은
- 음향부문: 김종민